# Vemdalens landskommun
Vemdalens landskommun var en tidigare kommun i Jämtlands län. Centralort var Vemdalen.

## Administrativ historik
Vemdalens landskommun (från början Wemdalens landskommun) inrättades den 1 januari 1863 i Vemdalens socken i Hede tingslag i Härjedalen  när 1862 års kommunalförordningar trädde i kraft.
Den 1 januari 1947 (enligt beslut den 30 november 1945) överfördes från Svegs landskommun och församling till Vemdalens landskommun och församling vissa områden (fastigheterna Glissjöberg nr 3, 6 och 13, Håsjötorpet 1:1 och 1:2 samt även delar Hedebanan 3:1) med 29 invånare och omfattande en areal av 22,56 km², varav 21,70 km² land.
Den 1 januari 1952 (enligt beslut den 2 december 1949) överfördes från Vemdalens landskommun och församling till Övre Ljungadalens landskommun och Åsarne församling vissa områden (fastigheterna Gavelåsen, Källberget samt Henvålen 1:2) med 14 invånare (den 31 december 1950) och omfattande 111,00 km², varav 109,00 km² land.
Kommunen upphörde vid kommunreformen 1952, då den uppgick i Hede landskommun. Sedan 1974 tillhör området Härjedalens kommun.

## Kommunvapen
Vemdalens landskommun förde inte något vapen.

## Se även

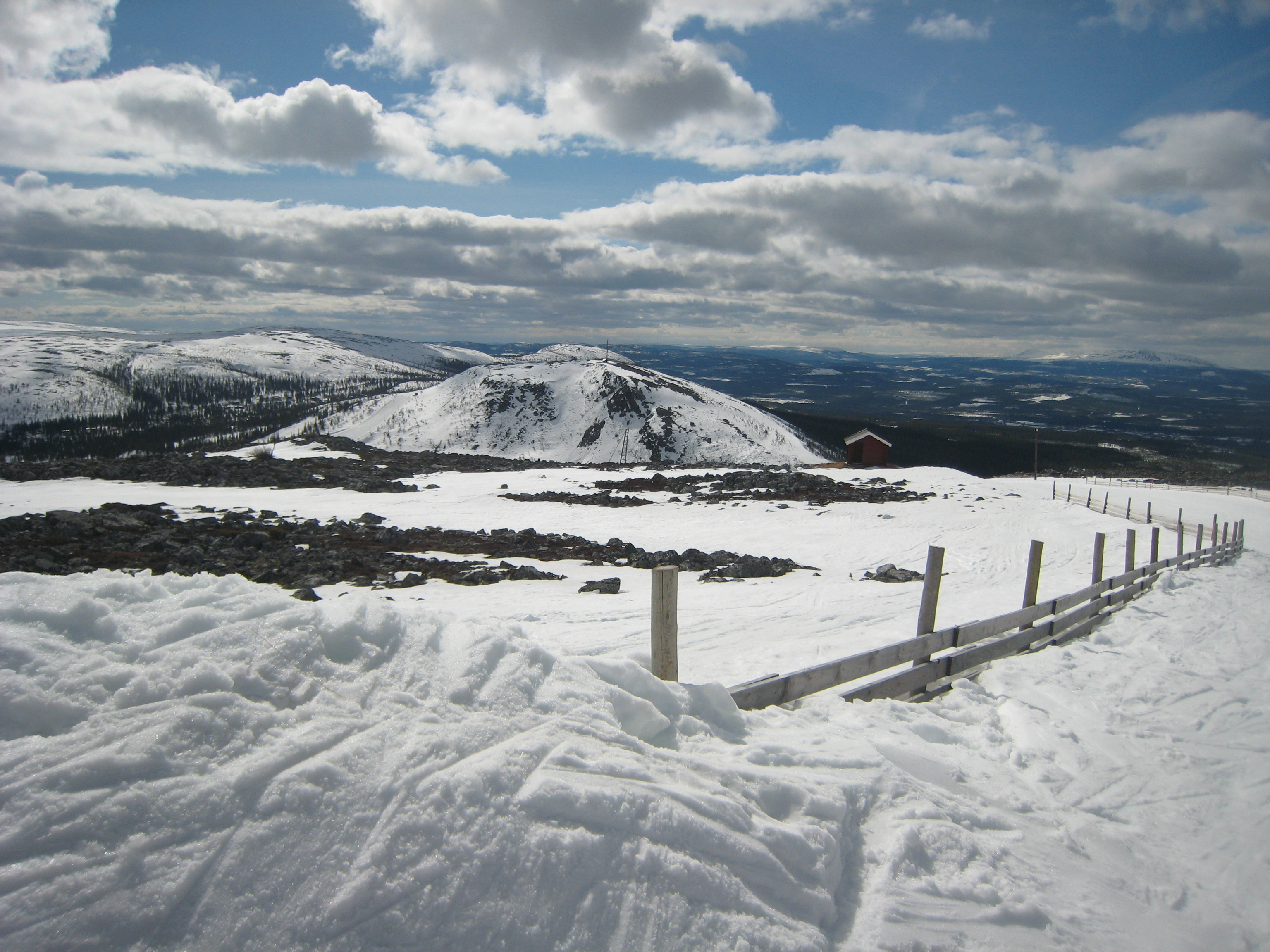
Vemdalsskalet.

## Politik

### Mandatfördelning i valen 1938-1946
| 1 | 17 |

| 18 |

| 7 | 13 |

| 19 |

| 4 | 3 | 13 |

| 19 |

### Fotnoter
1. 1 2   (PDF) Folkräkningen den 31 december 1950, I, Areal och folkmängd inom särskilda förvaltningsområden m.m., Tätorter. Stockholm: Statistiska centralbyrån. 1952-05-19. sid. 114-115. Arkiverad från originalet den 1 oktober 2014. https://www.webcitation.org/6T09ZkyrB?url=http://www.scb.se/Grupp/Hitta_statistik/Historisk_statistik/_Dokument/SOS/Folkrakningen_1950_1.pdf. Läst 1 oktober 2014 Arkiverad 29 oktober 2013 hämtat från the Wayback Machine.
2. ↑  Per Andersson: Sveriges kommunindelning 1863-1993, Draking, Mjölby 1993, ISBN 91-87784-05-X, s. 93